# Här under polstjärnan
Här under polstjärnan är en romantrilogi skriven av finske författaren Väinö Linna 1959–1962.Trilogin skildrar en tavastländsk torparfamiljs öden från 1880-talet till 1950-talet. Trilogin behandlar flera historiska teman (språkstriden, arbetarrörelsen, självständigheten, inbördeskriget, Lapporörelsen, andra världskriget) som berör det finländska samhällets utveckling. Till trilogins förtjänster har räknats dess realistiska skildrande av historiska händelser och att den lyfte fram den röda sidans upplevelse av inbördeskriget.

## Delar
- Högt bland Saarijärvis moar (1959), översättning av Nils-Börje Stormbom (1959)
- Upp, trälar! (1960), översättning av Nils-Börje Stormbom (1960)
- Söner av ett folk (1962), översättning av Nils-Börje Stormbom (1962)

## Bearbetningar
Trilogin har bearbetats till filmer, teaterpjäser, en tv-serie och radioteater.

### Filmer
- Här under polstjärnan (1968), regi Edvin Laine; del ett och två
- Akseli och Elina (1970), regi Edvin Laine, tredje delen
- Polstjärnan (1973), regi Edvin Laine; klippt version baserad på de två tidigare filmerna
- Täällä Pohjantähden alla (2009), regi Timo Koivusalo
- Täällä Pohjantähden alla II (2010), regi Timo Koivusalo